# Liste von Brunnen nach Name
Folgend die Liste von Brunnen nach Name:

## Mythologie

### Abundantiabrunnen
- Abundantia-Brunnen (Benningen am Neckar), Bronzebrunnen in Benningen am Neckar
- Abundantia-Brunnen (Naumburg), Bronzebrunnen von Max Klinger in Naumburg (Saale)
- Abundantia-Brunnen (Pforzheim), Bronzebrunnen in Pforzheim

### Athenebrunnen
- Liste von Athenebrunnen

### Atlasbrunnen
- Atlasbrunnen (Bad Reichenhall), siehe Kurgarten (Bad Reichenhall)
- Atlasbrunnen (Castle Howard), siehe Castle Howard
- Atlasbrunnen (Frankfurt am Main), siehe Liste von Brunnen in Frankfurt am Main

### Ceresbrunnen
- Liste von Ceresbrunnen

### Dianabrunnen
- Diana-Brunnen (Hildesheim), Brunnen in Hildesheim, im Zweiten Weltkrieg zerstört
- Dianabrunnen (München), Brunnen im Münchner Herzogpark, 1908 entworfen von Mathias Gasteiger
- Dianabrunnen (Rom), Teil der Brunnenanlage Quattro Fontane

### Faunbrunnen
- Faunbrunnen (Dresden)
- Faunbrunnen (Gliwice), siehe Brunnen mit tanzenden Faunen
- Faunbrunnen (Magdeburg)
- Faunbrunnen (Stuttgart), siehe Libellenbrunnen (Stuttgart)

### Fortunabrunnen
- Fortunabrunnen (Freiberg)
- Fortunabrunnen (Heilbronn)
- Fortunabrunnen (München)
- Fortunabrunnen (Winterthur)

### Gefionbrunnen
- Gefion-Brunnen (Eckernförde)
- Gefion-Brunnen (Kopenhagen)

### Herkulesbrunnen
- Herkulesbrunnen (Augsburg): Brunnen in Augsburg
- Herkulesbrunnen (Berlin): Brunnen auf dem Lützowplatz in Berlin-Tiergarten (nicht erhalten)
- Herkulesbrunnen (Blieskastel): Brunnen in Blieskastel
- Herkulesbrunnen (Frankfurt am Main): Brunnen in Frankfurt am Main, siehe Liste von Brunnen in Frankfurt am Main
- Herkulesbrunnen (Heidelberg): Brunnen in Heidelberg
- Brunnen im Hof des Goethehauses, Weimar
- Herkulesbrunnen (Worms): Brunnen in Worms

### Hygieiabrunnen
- Hygieia-Brunnen (Bad Homburg)
- Hygieia-Brunnen (Dresden)
- Hygieia-Brunnen (Hamburg)
- Hygieia-Brunnen (Karlsruhe)

### Junobrunnen
- Junobrunnen (Rom), Teil der Brunnenanlage Quattro Fontane
- Junobrunnen (Stuttgart)
- Junobrunnen (Zürich)

### Justitiabrunnen
- Justitia-Brunnen (Dresden), ehemaliger Brunnen in Dresden
- Justitiabrunnen (Regensburg)
- Justitiabrunnen (Stockholm)
- Justitiabrunnen (Waiblingen), siehe Marktbrunnen (Waiblingen)
- Justitiabrunnen (Winterthur)

### Merkurbrunnen
- Merkurbrunnen (Augsburg)
- Merkurbrunnen (Bamberg)
- Merkurbrunnen (Bielefeld)
- Merkurbrunnen (Brünn)
- Merkurbrunnen (Frankfurt)
- Merkur-Brunnen (Hannover)
- Merkurbrunnen (Mannheim)
- Merkurbrunnen (München)
- Merkurbrunnen (Stuttgart)

### Minervabrunnen
- Minervabrunnen (Altona), Hamburg
- Minervabrunnen (Erfurt)
- Minervabrunnen am Römerberg, Frankfurt am Main
- Minervabrunnen (Wien)

### Neptunbrunnen
- Liste von Neptunbrunnen

### Nymphenbrunnen
- Nymphenbrunnen (Castelvetrano)
- Nymphenbrunnen auf dem Neustädter Markt, Dresden
- Nymphenbrunnen „Die Badende“, Dresden
- Nymphenbrunnen (Stuttgart)
- Galateabrunnen

### Riesenbrunnen
- Riesenbrunnen in Bad Liebenzell, siehe Bad Liebenzell#Riese-Erkinger-Skulptur
- Riesenbrunnen in Erbach (Odenwald), siehe Liste der Kulturdenkmäler in Erbach (Odenwald)#Haisterbach
- Riesenbrunnen in Kaiserslautern, siehe Liste von Brunnen in Kaiserslautern#Riesenbrunnen

### Tritonenbrunnen
- Tritonenbrunnen (Aachen)
- Tritonbrunnen (Berlin)
- Tritonenbrunnen (Düsseldorf)
- Tritonbrunnen in Frankfurt am Main, siehe Liste von Brunnen in Frankfurt am Main#Tritonbrunnen
- Tritonbrunnen (Nürnberg)
- Tritonbrunnen (Nysa)
- Tritonenbrunnen, tschechisch Kašna Tritonů (Olmütz, Tschechien)
- Tritonenbrunnen (Rom)
- Tritonenbrunnen (Valletta)
- Tritonen- und Najadenbrunnen (Wien)

### Zentaurenbrunnen
- Zentaurenbrunnen (Bad Reichenhall), Brunnen in Bad Reichenhall
- Zentaurenbrunnen (Bremen), Brunnen in Bremen
- Centaurenbrunnen (Frohburg), Brunnen in Frohburg

## Altes Testament

### Mosesbrunnen
- Mosesbrunnen (Bern) in Bern, Schweiz
- Mosesbrunnen (Dijon) in Dijon, Frankreich
- Moses-Brunnen im Innenhof der Maxburg in München, Deutschland
- Mosesbrunnen (Rom) in Rom, Italien
- Mosesbrunnen (Schönburg) in Schönburg (Saale), Deutschland
- Mosesbrunnen (Solothurn) in Solothurn, Schweiz
- Mosesbrunnen (Wien) in Wien, Österreich

### Simsonbrunnen
- Simsonbrunnen (Bern) mit Skulptur von 1544 in Bern
- Samsonbrunnen (Budweis), Barockbrunnen aus dem Jahr 1726 am Stadtplatz der Stadt Budweis in Tschechien
- Samsonbrunnen (Freiburg im Üechtland), siehe Renaissancebrunnen in Freiburg#Samsonbrunnen
- Simsonbrunnen (Gera)
- Samsonbrunnen (Kiew), Barockbrunnen von 1748 auf dem Nordteil des Kontraktowa-Platzes in Kiew
- Simsonbrunnen (Solothurn)

## Neues Testament

### Josefsbrunnen
- Josefsbrunnen (Arzl im Pitztal), siehe Liste der denkmalgeschützten Objekte in Arzl im Pitztal
- Josefsbrunnen (Innsbruck), siehe Liste von Brunnen in Innsbruck
- Josefsbrunnen (Graben), ein Brunnen am Graben in Wien
- Vermählungsbrunnen, Alternativbezeichnung für einen Brunnen am Hohen Markt in Wien

### Marienbrunnen
- Marienbrunnen (Altötting)
- Marienbrunnen (Eggenfelden)
- Marienbrunnen (Eichstätt)
- Marienbrunnen (Eupen)
- Marienbrunnen (Friedberg)
- Marienbrunnen (Glonn)
- Marienbrunnen (Großgmain)
- Marienbrunnen (Krefeld)
- Marienbrunnen (Landsberg am Lech)
- Marienbrunnen (Oelde)
- Marienbrunnen (Rain)
- Marienbrünnle der Wallfahrtskirche Maria im Grünen Tal (Retzbach)
- Marienbrunnen (Saarlouis)
- Marienbrunnen (Starnberg)

Siehe auch:
- Alternativbenennung für den Altstadtmarktbrunnen in Braunschweig.

### Petrusbrunnen
- Petrusbrunnen (Brilon)
- Petersbrunnen (Dortmund)
- Petersbrunnen (Freiburg im Üechtland), siehe Renaissancebrunnen in Freiburg#Petersbrunnen
- Petrusbrunnen (Köln), siehe Kölner Brunnen
- Petersbrunnen (Leipzig)
- Petrusbrunnen (Trier)
- Petrusquelle (Riedenburg)

## Heilige

### Adelheidis-Brunnen
- Adelheidis-Brunnen, Bonn

### Bonifatiusbrunnen
- Faulbrunnen (Frankfurt am Main), siehe Liste von Brunnen in Frankfurt am Main
- Bonifatiusbrunnen (Fulda), siehe Liste der Kulturdenkmäler in Gesamtanlage Kernstadt I (Fulda)
- Bonifatiusbrunnen (Kloster Großfurra), siehe Kloster Großfurra
- Bonifatiusbrunnen (Wendehausen)

### Georgsbrunnen
- Georgsbrunnen (Augsburg) vor der Stadtmetzg
- St. Georg-Brunnen (Berlin)-Charlottenburg, siehe Hindemithplatz
- Georgenbrunnen (Darmstadt-Kranichstein)
- Georgsbrunnen (Dresden)
- Georgsbrunnen (Eisenach)
- Georgsbrunnen (Ellingen)
- St. Georgsbrunnen (Friedberg), Hessen
- Georgsbrunnen (Freiburg im Breisgau), (1845 bis 1935 unterbrochen durch einen Leopoldsbrunnen)
- Georgsbrunnen (Freiburg im Üechtland), siehe Renaissancebrunnen in Freiburg#Georgsbrunnen
- Georgenbrunnen (Hagenau)
- Georgsbrunnen (Heide), Holstein, Südermarkt
- Hafenmarktbrunnen, Heilbronn
- Georgsbrunnen (Kempen) auf dem Buttermarkt
- Georgsbrunnen (München) auf dem Milbertshofener Platz
- Georgsbrunnen (Neumarkt) in der Oberpfalz vor der Johanneskirche
- St.-Georg-Statue (Prager Burg)
- Georgsbrunnen in Rothenburg ob der Tauber, siehe Liste der Baudenkmäler in Rothenburg ob der Tauber/Altstadt#Marktplatz
- Georgsbrunnen (Schenklengsfeld) am ehemaligen Marktplatz
- Georgsbrunnen (Trier)
- Georgsbrunnen (Wien)

### Hubertusbrunnen
- Hubertusbrunnen in Berlin, siehe Cuno von Uechtritz-Steinkirch #Hubertusbrunnen Berlin
- Hubertusbrunnen (München), Bayern
- Hubertusbrunnen bei Feucht (auch Hubertusquelle), Schichtquelle im Landkreis Nürnberger Land, Bayern

## Personen

### Albrechtsbrunnen
- Albrechtsbrunnen (Kaiserslautern) in Kaiserslautern, Deutschland
- Albrechtsbrunnen (Rheinfelden) in Rheinfelden, Schweiz
- Albrechtsbrunnen (Wien) in Wien, Österreich

### Bismarckbrunnen
- Bismarck-Brunnen (Arnstadt), Brunnen von Georg Wrba aus dem Jahr 1909 in Arnstadt
- Bismarckbrunnen (Bad Reichenhall); Brunnen von Karl Hochbichler, Büste von Theodor Haf, 1896
- Bismarckbrunnen (Breslau),
- Bismarckbrunnen (Darmstadt),
- Bismarckbrunnen (Flensburg), Brunnen von Helmuth Schievelkamp aus dem Jahr 1903 in Flensburg
- Bismarckbrunnen (Hilden), Büste von Wilhelm Albermann, 1942 abgerissen
- Bismarckbrunnen (Jena),
- Bismarckbrunnen (München),
- Bismarckbrunnen (Pasing),
- Bismarck-Brunnen (Buea, Kamerun)

### Goethebrunnen
- Goethe-Brunnen (Bad Berka)
- Goethebrunnen (Bensheim)
- Goethebrunnen (Ilmenau)
- Goethe-Brunnen (Weimar)

### Lutherbrunnen
- Lutherbrunnen (Dietersdorf (Treuenbrietzen)), siehe Liste der Baudenkmale in Treuenbrietzen#Dietersdorf
- Lutherbrunnen (Freiberg) (1883)
- Lutherbrunnen (Ludwigshafen) (1992)
- Lutherbrunnen (Mansfeld) (1913)

### Mozartbrunnen
- Mozartbrunnen (Dresden) in Dresden
- Mozartbrunnen in St. Gilgen
- Mozartbrunnen (Wien) in Wien

## Tiere

### Säugetiere
- Liste von Affenbrunnen
- Liste von Bärenbrunnen
- Liste von Biberbrunnen
- Liste von Delphinbrunnen
- Liste von Eichhörnchenbrunnen
- Liste von Eisbärenbrunnen
- Liste von Elefantenbrunnen
- Liste von Eselsbrunnen
- Liste von Fischotterbrunnen
- Liste von Flusspferdbrunnen
- Liste von Fuchsbrunnen
- Liste von Hasenbrunnen
- Liste von Hirschbrunnen
- Liste von Hundebrunnen
- Liste von Igelbrunnen
- Liste von Kaninchenbrunnen
- Liste von Katzenbrunnen
- Liste von Löwenbrunnen
- Liste von Mäusebrunnen
- Liste von Pferdebrunnen
- Liste von Rehbrunnen
- Liste von Rinderbrunnen
- Liste von Schafbrunnen
- Liste von Schweinebrunnen
- Liste von Seehundbrunnen
- Liste von Seelöwenbrunnen
- Tierbrunnen (Darmstadt)
- Tierbrunnen (Würzburg)
- Liste von Walrossbrunnen
- Widderbrunnen (Naumburg)
- Widderbrunnen (Kaiserstuhl)
- Widderkopfbrunnen (Berlin-Wedding)
- Liste von Wolfsbrunnen
- Liste von Ziegenbrunnen

### Vögel
- Liste von Adlerbrunnen
- Liste von Entenbrunnen
- Liste von Eulenbrunnen
- Liste von Flamingobrunnen
- Liste von Gänsebrunnen
- Liste von Hühnerbrunnen
- Liste von Kranichbrunnen
- Liste von Möwenbrunnen
- Liste von Pelikanbrunnen
- Liste von Pfauenbrunnen
- Liste von Pinguinbrunnen
- Liste von Rabenbrunnen
- Liste von Reiherbrunnen
- Liste von Schwanenbrunnen
- Liste von Spatzenbrunnen
- Liste von Storchenbrunnen
- Liste von Taubenbrunnen
- Tierbrunnen (Darmstadt)
- Tierbrunnen (Würzburg)

### Sonstige
- Liste von Bienenbrunnen
- Liste von Eidechsenbrunnen
- Liste von Fischbrunnen
- Liste von Froschbrunnen
- Liste von Krokodilbrunnen
- Liste von Krötenbrunnen
- Liste von Muschelbrunnen
- Liste von Salamanderbrunnen
- Liste von Schildkrötenbrunnen
- Liste von Schlangenbrunnen
- Liste von Schneckenbrunnen
- Liste von Seepferdchenbrunnen
- Libellenbrunnen (Breitenbach) in Breitenbach SO (Schweiz), 1986 gebaut.
- Libellenbrunnen (Stuttgart), 1904 errichtet.

### Fabeltiere
- Basilisken-Brunnen
- Liste von Drachenbrunnen
- Liste von Einhornbrunnen
- Liste von Elwetritsche-Brunnen
- Fabeltierbrunnen (Lingen)
- Fabeltierbrunnen (Renchen)
- Fabeltierbrunnen (Schleswig)
- Fabeltierbrunnen (Weimar)

## Pflanzen
- Liste von Ananasbrunnen
- Liste von Apfelbrunnen
- Liste von Hopfenbrunnen
- Liste von Kaktusbrunnen
- Liste von Kartoffelbrunnen
- Liste von Kirschenbrunnen
- Liste von Kohlbrunnen
- Liste von Kürbisbrunnen
- Liste von Palmenbrunnen
- Liste von Rosenbrunnen
- Liste von Seerosenbrunnen
- Liste von Spargelbrunnen
- Liste von Traubenbrunnen
- Liste von Tulpenbrunnen
- Liste von Zwiebelbrunnen

## Titel

### Kaiserbrunnen
- Kaiserbrunnen (Attersee), am Attersee bei Unterach, Land Salzburg
- Kaiserbrunnen (Bad Homburg vor der Höhe), ein denkmalgeschützter Brunnen im Kurpark von Bad Homburg
- ein Brunnen in Frankfurt am Main, siehe Kaiserplatz (Frankfurt am Main) #Kaiserplatzbrunnen
- Kaiserbrunnen (Herne), in Herne
- Kaiserbrunnen am Mainzer Tor, in Kaiserslautern
- Kaiserbrunnen (Karibib), Deutsch-Südwestafrika
- ein Brunnen in Konstanz, siehe Sehenswürdigkeiten in Konstanz
- Kaiserbrunnen (Schneeberg), Speisung der I. Wr. Hochquellenleitung bei Kaiserbrunn, Niederösterreich
- ein Brunnen in Velden, Kärnten, siehe Velden am Wörther See #Kaiserbrunnen

### Königsbrunnen
- Königsbrunnen (Biała Góra), Brunnen am Biała Góra (Berg) bei Sanok, Woiwodschaft Karpatenvorland, Polen
- Königsbrunnen (Frankfurt), ehemaliger Brunnen in der Allerheiligenstraße in Frankfurt, Hessen
- Königsbrunnen (Frankfurter Stadtwald), Brunnen im Frankfurter Stadtwald bei Frankfurt-Sachsenhausen, Hessen
- Königsbrunnen (Großer Hirschenstein), Brunnen am Großen Hirschenstein im Günser Gebirge, Burgenland
- Königsbrunnen (Herrenberg), Brunnen in Herrenberg, Landkreis Böblingen, Baden-Württemberg
- Königsbrunnen (Kleinaltdorf), Brunnen bei Kleinaltdorf, Stadtteil Großaltdorf, Vellberg, Landkreis Schwäbisch Hall, Baden-Württemberg
- Königsbrunnen, ehemalige Gruppe von Brunnen im heutigen Königsbrunn, Landkreis Augsburg, Bayern
- Königsbrunnen (Königsruck), Quelle am Nebengipfel Königsruck des Krähbergs im hessischen Odenwald
- Königsbrunnen (Rengersbrunn) oder Regisborn, Brunnen an der Wallfahrtskirche in Rengersbrunn, Gemeinde Fellen, Landkreis Main-Spessart, Bayern

### Kurfürstenbrunnen
- Kurfürstenbrunnen (Bad Tönisstein), siehe Liste der Kulturdenkmäler in Andernach
- Kurfürstenbrunnen (Frankfurt am Main), siehe Liste von Brunnen in Frankfurt am Main
- Kurfürstenbrunnen (Mainz), siehe Liste der Denkmäler, Brunnen und Skulpturen in Mainz
- Kurfürstenbrunnen (Regensburg), siehe Schloss St. Emmeram

### Landgrafenbrunnen
- ein denkmalgeschützter Brunnen im Kurpark von Bad Homburg vor der Höhe, siehe Landgrafenbrunnen (Bad Homburg vor der Höhe)
- ein Brunnen am Ostrand des Moores Hühnerfeld, siehe Hühnerfeld (Moor)
- der Name der Quelle der Weid, siehe Weid (Ulster)
- der Zufluss des Landgrafenteiches in Darmstadt

## Berufe

### Bäckerbrunnen
- Bäckerbrunnen (Bruchköbel), siehe Liste der Kulturdenkmäler in Bruchköbel
- Bäckerbrunnen (Frankfurt am Main), siehe Liste von Brunnen in Frankfurt am Main
- Bäckerbrunnen (Wiesbaden), siehe Liste der Kulturdenkmäler in Wiesbaden-Mitte (Historisches Fünfeck)
- Bäckerbrunnen (Würzburg), siehe Liste der Baudenkmäler in Würzburg-Altstadt

### Handwerkerbrunnen
- Handwerkerbrunnen (Bad Iburg)
- Handwerkerbrunnen (Frankfurt (Oder))
- Handwerkerbrunnen (Haunstetten), Augsburg
- Handwerkerbrunnen (Speyer)
- Handwerkerbrunnen (Trier)

### Hirtenbrunnen
- Hirtenbrunnen (Göttingen), Denkmal in Göttingen, Landkreis Göttingen, Niedersachsen
- Hirtenbrunnen (Haibach) oder Hirtenborn, Brunnen in Haibach, Landkreis Aschaffenburg, Bayern und Quelle des Hechelsgraben (längster Oberlauf des Kühruhgrabens)
- Hirtenbrunnen (Lanzendorf), Brunnen in Lanzendorf, Stadt Windsbach, Landkreis Ansbach, Bayern
- Hirtenbrunnen (Sankt Andreasberg), ehemaliger Brunnen in Sankt Andreasberg, Landkreis Goslar, Niedersachsen
- Hirtenbrunnen (Zwiesel), Brunnen in Zwiesel, Landkreis Regen, Bayern

### Müllerbrunnen
- Müllerbrunnen, Dresden

### Nachtwächterbrunnen
- Nachtwächter-Brunnen (Hannover), Brunnen in Hannover
- Nachtwächterbrunnen (Stuttgart), 1900 von Heinrich Halmhuber entworfener und von Adolf Fremd in Stuttgart realisierter Brunnen, ursprünglich vor dem Chor der Leonhardskirche

### Schäferbrunnen
siehe Schafbrunnen

### Tuchmacherbrunnen
- Liste von Tuchmacherbrunnen

## Weitere

### Fastnachtsbrunnen
- Liste von Fastnachtsbrunnen

### Faulbrunnen
- Faulbrunnen (Aachen), siehe Aachener Thermalquellen
- Faulbrunnen (Frankfurt am Main), siehe Liste von Brunnen in Frankfurt am Main
- Faulbrunnen (Wiesbaden), siehe Platz der Deutschen Einheit (Wiesbaden)
- Faulborn (Bad Weilbach)

### Felsenbrunnen
- Felsenbrunnen (Fulda), Zierbrunnen am Universitätsplatz in Fulda, Landkreis Fulda, Hessen
- Felsenbrunnen (Kaiserslautern), gefasste Quelle im Stiftswald in Kaiserslautern, Rheinland-Pfalz
- Felsenbrunnen (Mainkling), Waldbrunnen mit Ablauf zum Harbach (zum Sobach) nahe Mainkling, Gemarkung Honhardt, Gemeinde Frankenhardt, Landkreis Schwäbisch Hall, Baden-Württemberg
- Felsenbrunnen (München) oder Löwenbrunnen, Brunnen nahe dem Marstallplatz in der Altstadt von München, Bayern
- Felsenbrunnen (Thannhausen), Kunstbrunnen auf dem Raiffeisenplatz in  Thannhausen, Landkreis Günzburg, Bayern
- Felsenbrunnen (Weimar), Karstquellbrunnen im Ilmpark in Weimar, Thüringen

### Gerechtigkeitsbrunnen
- in Deutschland:
  - Gerechtigkeitsbrunnen in Dresden-Johannstadt, Holbeinplatz (zerstört)
  - Gerechtigkeitsbrunnen am Aquädukt Obertal, Esslingen
  - Gerechtigkeitsbrunnen (Frankfurt am Main)
  - Gerechtigkeitsbrunnen am Deutschen Goldschmiedehaus, Hanau
  - Gerechtigkeitsbrunnen (Worms)
  - Gerechtigkeitsbrunnen (Wuppertal)
- in der Schweiz:
  - Gerechtigkeitsbrunnen (Aarau)
  - Gerechtigkeitsbrunnen (Bern)
  - Gerechtigkeitsbrunnen (Biel)
  - Gerechtigkeitsbrunnen (Boudry)
  - Gerechtigkeitsbrunnen (Burgdorf)
  - Gerechtigkeitsbrunnen (Cudrefin)
  - Gerechtigkeitsbrunnen (Moudon)
  - Gerechtigkeitsbrunnen (Neuchâtel)
  - Gerechtigkeitsbrunnen (Solothurn)

### Märchenbrunnen
- Märchenbrunnen im Volkspark Friedrichshain, Ortsteil Friedrichshain, Berlin
- Märchenbrunnen im Schulenburgpark, Ortsteil Neukölln, Berlin
- Märchenbrunnen (Dresden-Gorbitz), Sachsen
- Märchenbrunnen (Dresden-Striesen), Sachsen
- Märchenbrunnen (Düsseldorf), Nordrhein-Westfalen
- Frankfurter Märchenbrunnen, Frankfurt am Main, Hessen
- Märchenbrunnen (Kettwig), Essen, Nordrhein-Westfalen
- Märchenbrunnen (Köln-Mülheim), Nordrhein-Westfalen
- Märchenbrunnen (Leipzig), Sachsen
- Märchenbrunnen auf dem Neustädter Platz, Magdeburg, Sachsen-Anhalt
- Märchenbrunnen (Au), München, Bayern
- Märchenbrunnen (Schwabing), München, Bayern
- Märchenbrunnen (Weißenfels), Burgenlandkreis, Sachsen-Anhalt
- Märchenbrunnen (Wuppertal), Nordrhein-Westfalen

Siehe auch:
- Bechsteinbrunnen, Märchenbrunnen im Englischen Garten in Meiningen, Landkreis Schmalkalden-Meiningen, Thüringen

### Moosbrunnen
- Moosbrunnen (Kaiserslautern), Brunnen in Kaiserslautern
- Moosbrunnen (Salon-de-Provence), Brunnen in Salon-de-Provence

### Opernbrunnen
- Opernbrunnen (Frankfurt (Main))
- Opernbrunnen (Köln)
- Opernbrunnen (Leipzig)
- Opernbrunnen (Wien)

### Römerbrunnen
- Römerbrunnen Bad Gleichenberg
- Römerbrunnen (Bad Vilbel)
- Römerbrunnen (Brohltal)
- Römerbrunnen (Frankfurt)
- Römerbrunnen (Köln)

### Schwefelbrunnen
- Schwefelbrunnen Bad Soden
- Schwefelbrunnen Balingen

### Siegesbrunnen
- Siegesbrunnen (Halle)
- Siegesbrunnen (Lübeck)
- Siegesbrunnen (Rostock)
- Siegesbrunnen (Wuppertal)

### Tugendbrunnen
- Frankfurt am Main, siehe Liste von Brunnen in Frankfurt am Main
- Nürnberg, siehe Liste von Brunnen in Nürnberg
- Tugendbrunnen (Bückeburg)

### Türkenbrunnen
- Türkenbrunnen (Graz) auf dem den Grazer Schlossberg
- Türkenbrunnen (Schloss Merkenstein) Garten von Schloss Merkenstein

siehe auch
- andere Bezeichnung für den Friedensbrunnen (Dresden)